# Irivo
Irivo, também conhecida por São Vicente de Irivo, é uma povoação portuguesa sede da Freguesia de Irivo do Município de Penafiel, freguesia com 4,09 km² de área e 2100 habitantes (censo de 2021), tendo, por isso, uma densidade populacional de 513,4 hab./km².

## Demografia
A população registada nos censos foi:
| Distribuição da População por Grupos Etários | Distribuição da População por Grupos Etários | Distribuição da População por Grupos Etários | Distribuição da População por Grupos Etários | Distribuição da População por Grupos Etários |
| -------------------------------------------- | -------------------------------------------- | -------------------------------------------- | -------------------------------------------- | -------------------------------------------- |
| Ano                                          | 0-14 Anos                                    | 15-24 Anos                                   | 25-64 Anos                                   | > 65 Anos                                    |
| 2001                                         | 486                                          | 371                                          | 1140                                         | 197                                          |
| 2011                                         | 346                                          | 320                                          | 1226                                         | 290                                          |
| 2021                                         | 267                                          | 253                                          | 1191                                         | 389                                          |

## Património
- Memorial da Ermida
- Torre de Coreixas ou Torre de Durigo - Residência senhorial fundada no século XIII por Gonçalo de Arões.

## Junta de Freguesia
O presidente da junta de freguesia para o quadriénio 2013-2017 e 2017-2021 é José Miguel Fernandes, que venceu as eleições por 101 votos com o apoio da coligação PSD/CDS-PP.

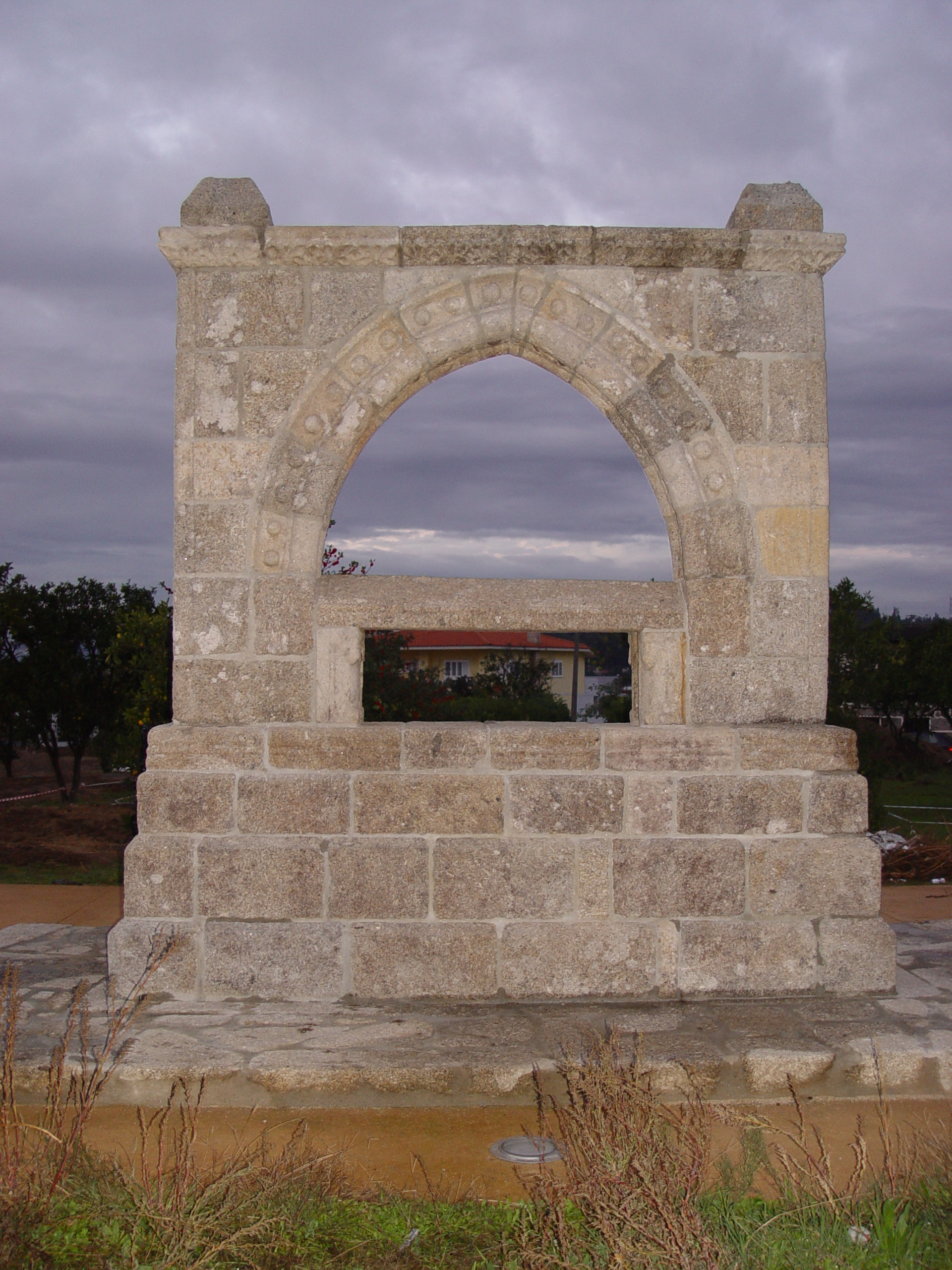
Memorial da Ermida

Em 2010 foi concorrente da Casa dos Segredos. Enquanto esteve na casa guardou o segredo: "Tive um relacionamento com 250 mulheres".

### Serviços
- Espaço do Cidadão
- Centro Escolar de Irivo